# Deso Dogg
Denis Mamadou Gerhard Cuspert, dit Deso Dogg ou Abou Malik ou Abou Talha Al-Almani, né le 18 octobre 1975 à Berlin-Ouest et mort le 17 janvier 2018 à Gharanij en Syrie, est un rappeur et un djihadiste allemand.

## Biographie
Deso Dogg se fait appeler Abou Malik puis Abou Talha Al-Almani.
Après être passé par des camps d'entraînement en Égypte et en Libye, Abou Talha Al-Almani apparaît en Syrie dans les rangs du groupe djihadiste Jound al-Cham. Quelques mois plus tard, il rejoint l'État islamique en Irak et au Levant et apparaît dans une vidéo d'allégeance à Abou Bakr al-Baghdadi en avril 2014. Devenu un propagandiste actif de l'organisation, il apparaît dans de nouvelles vidéos sur la bataille d'Al-Chaer et les massacres de Ghraneidj et d'al-Keshkeyyi, où il brandit une tête coupée.
Il est faussement donné pour mort en avril 2014 dans une attaque suicide du Front al-Nosra contre le groupe État islamique en Irak et au Levant (EIIL),, puis en octobre 2015 par une frappe américaine en Syrie le 16 octobre 2015,,,,,.
Le 11 février 2015, il est inscrit sur la liste, des personnes en lien avec un groupe terroriste.
Quelque temps après l'annonce de sa mort, une vidéo de propagande non datée n'indiquant pas que Deso Dogg soit toujours en vie est publiée,,. Cette information est confirmée par l'armée américaine le 4 août 2016.
Le 17 janvier 2018, les Forces démocratiques syriennes annoncent avoir éliminé le célèbre djihadiste allemand au cours d'un accrochage avec des combattants de l'État islamique dans la ville de Gharanij. Sa mort est confirmée par une photo de son cadavre postée sur internet par le YPG. Il aurait en réalité été tué dans une frappe aérienne de la coalition,. La ville de Gharanij, située dans l'Est de la province du gouvernorat de Deir ez-Zor, est alors le théâtre d'intenses combats entre les Kurdes et les derniers djihadistes de l'EI, qui y sont retranchés depuis plusieurs semaines.